# Фурбан
Фурбан (фр. Fourbanne) насеље је и општина у источној Француској у региону Франш-Конте, у департману Ду која припада префектури Безансон.
По подацима из 2011. године у општини је живело 175 становника, а густина насељености је износила 88,83 становника/km². Општина се простире на површини од 1,97 km². Налази се на средњој надморској висини од 260 метара (максималној 386 m, а минималној 255 m).

## Демографија
| 1962. | 1968. | 1975. | 1982. | 1990. | 1999. | 2011. |
| ----- | ----- | ----- | ----- | ----- | ----- | ----- |
| 38    | 38    | 38    | 64    | 60    | 96    | 175   |

График промене броја становника у току последњих година